# École nationale supérieure d'informatique et d'analyse des systèmes
 (décembre 2022).
Motif : Voir la page de discussion de l'article.
L’École Nationale Supérieure d’Informatique et d’Analyse des Systèmes (ENSIAS) (en arabe : المدرسة الوطنية العليا للمعلوميات وتحليل النظم) est l'une des grandes écoles d'ingénieurs marocaines rattachée à l'université Mohammed V de Rabat. Fondée en 1992, elle est spécialisée en informatique.
Située sur l'Avenue Mohammed Ben Abdallah Regragui, à Madinat Al Irfane, Rabat, l'ENSIAS est à proximité de la plupart des écoles supérieures de Rabat.

## Présentation
La qualité de ses ingénieurs, reconnue au Maroc et à l'étranger, a permis à l'ENSIAS de se positionner parmi les meilleures grandes écoles du Royaume durant les dix dernières années[réf. nécessaire].
Les missions principales de l'ENSIAS sont la formation, la recherche et la formation continue.
Aujourd'hui, le challenge pour cette école, tout en maintenant une formation de qualité au niveau technique, consiste à :
- participer au développement du pays en formant davantage d'ingénieurs dans le domaine des technologies de l'information ;
- améliorer la formation existante en donnant à l'étudiant des compétences en management et en techniques de communication ;
- diversifier la formation existante en proposant de nouvelles filières dans les métiers les plus porteurs ;
- faire de la recherche-développement au sein de l'école un vecteur de croissance et un levier pour l'amélioration de la qualité de l'enseignement ;
- renforcer la formation continue, la formation qualifiante et la reconversion des diplômés ;
- créer un espace entreprise au sein de l'école pour favoriser les échanges avec le milieu économique et faire de cet espace une structure d'accueil, d'hébergement, d'accompagnement et d'appui aux projets de création d'entreprises et de la valorisation des résultats de la recherche par l'incubation.

Les étudiants de l'ENSIAS ont accès aux activités proposées par différents clubs internes.

## Missions
La mission principale de L'ENSIAS est la formation d'ingénieurs d'État en informatique en trois années.
L'ENSIAS assure également le développement d'actions de coopération et de recherche au niveau national et international, la formation de formateurs en informatique, et l'organisation d'actions de formation continue.
Régulièrement classée parmi les  meilleures écoles d'ingénieurs marocaines, l'ENSIAS conforte depuis de nombreuses années sa position de leader national pour les formations en technologies de l'information.[réf. nécessaire]

## Objectifs
L'ENSIAS, qui a fêté, en 2012, son 20ème anniversaire, est appelée par le gouvernement à multiplier les efforts pour former des femmes et des hommes capables d'intégrer le monde socio-économique et de soutenir le développement au Maroc des technologies de l'information et de communication. Sa position dans son domaine l'amène à jouer un rôle d'expertise, de veille technologique, de réflexion, de support et de conseil pour l'Université, pour le secteur public, et pour les opérateurs économiques du Maroc en général et de la région de Rabat en particulier.
Ces objectifs impliquent des progrès de l'ENSIAS au niveau de :
- l'offre de formation,
- la recherche scientifique,
- l'ouverture internationale,
- les relations avec les entreprises,
- l'entrepreneuriat et l'innovation.[réf. nécessaire]

## Admission
L'ENSIAS recrute principalement sur le Concours national commun (CNC) à l'issue des Classes Préparatoires, par ailleurs des élèves sont admis sur titres en première année ou en deuxième année.
| Première année | Concours national commun - MP 185 places - TSI 44 places - PSI 37 places Admissions sur titres - L3, Master M1 Admission sur concours - L2 (ex-DEUG) |

## Filières à l'ENSIAS
Neuf (9) filières sont offertes aux élèves ingénieurs depuis la deuxième année, la première étant un tronc commun entre toutes les filières. Elles émanent des 6 départements de l'ENSIAS. Les spécialisations sont :
- Business Intelligence & Analytics (BI&A)
- Génie de la Data (GD)
- Génie Logiciel (GL)
- Ingénierie en Data Science and IOT (IDSIT)
- Ingénierie Digitale pour la Finance (IDF)
- Ingénierie Intelligence Artificielle (2IA)
- Sécurité des Systèmes d’Information (SSI)
- Smart Supply Chain & Logistics (2SCL)
- Smart System Engineering (SSE)

L’ENSIAS délivre également cinq diplômes de master :
- Master Recherche en Sciences des données et Big Data,
- Master spécialisé en Internet des Objets : Logiciel et Analytique (MIOLA) ,
- Master spécialisé en Biotechnologie médicale option Bioinformatique,
- Master spécialisé en Systèmes embarqués pour l'automobile.
- Master Recherche en Sécurité des Systèmes et Services (M3S).

## Chiffres clés
L'ENSIAS aura formé depuis sa création 18 promotions (jusqu'en 2012) soit 1797 ingénieurs. La 18e promotion compte 201 lauréats. L'effectif pour les 18 promotions est réparti comme suit par année et par département:
| Promotion | Génie Logiciel | Réseaux et Communication | Informatique et Aide à la décision | Effectif Total |
| --------- | -------------- | ------------------------ | ---------------------------------- | -------------- |
| 1995      | 16             | 16                       | 09                                 | 41             |
| 1996      | 18             | 26                       | 08                                 | 52             |
| 1997      | 23             | 23                       | 11                                 | 57             |
| 1998      | 26             | 23                       | 07                                 | 56             |
| 1999      | 35             | 30                       | 08                                 | 73             |
| 2000      | 27             | 32                       | 10                                 | 69             |
| 2001      | 26             | 34                       | 13                                 | 73             |
| 2002      | 33             | 30                       | 05                                 | 68             |
| 2003      | 29             | 34                       | 08                                 | 71             |
| 2004      | 39             | 42                       | 11                                 | 92             |
| 2005      | 50             | 38                       | 30                                 | 118            |
| 2006      | 55             | 46                       | 31                                 | 132            |
| 2007      | 45             | 33                       | 23                                 | 101            |
| 2008      | 48             | 36                       | 26                                 | 109            |
| 2009      | 59             | 40                       | 33                                 | 132            |
| 2010      | 76             | 40                       | 44                                 | 160            |
| 2011      | 74             | 48                       | 47                                 | 193            |
| 2012      | 77             | 52                       | 49                                 | 201            |
|           |                |                          |                                    |                |
| total     | 529            | 483                      | 233                                | 1797           |

Globalement, près de 70 % des lauréats travaillent dans le secteur privé, et près de 25 % dans le secteur public ou semi-public et 5 % poursuivent leurs études soit en doctorat, soit en complétant leurs formations par un diplôme en management.
[réf. nécessaire]

### Autres chiffres

#### Ressources humaines
- 68 Enseignants chercheurs
- 46 Administratifs

#### Formation ingénieurs
- 22 Promotions
- 2 432 Ingénieurs formés

#### Formation continue
- 982 bénéficiaires de la formation courte durée
- Reconversion de 377 diplômés chômeurs en TIC [C'est-à-dire ?]
- 20 organismes fidélisés

#### Recherche
- Un centre des études doctorales
- 13 équipes de recherche
- 12  projets de recherche (2016)
- 550 doctorants
- 253 publications par an

#### Coopération
- 25 conventions de partenariat
- 10 projets européens réalisés

## Partenaires internationaux
L'ENSIAS compte plusieurs partenaires internationaux, en Europe et en Amérique du Nord, dans les pays suivants, ainsi qu'avec des multinationales: 
[Lesquelles ?]

### France
- ENSIMAG (double diplomation)
- ISIMA (double diplomation)
- ENSEEIHT
- ENSEIRB
- Télécom Saint-Étienne
- Mines Saint-Étienne
- ENSIIE
- ESISAR

### Belgique
- ULB

### Italie
- Politecnico di Torino

### Suède
- Université de Stockholm

### Canada
- Faculté de génie, Université de Sherbrooke
- École de technologie supérieure de Montréal
- École polytechnique de Montréal
- Université de Montréal (Département d'informatique et de recherche opérationnelle)

### Allemagne
- Université de Bonn Rhein Sieg

### États-Unis
- Université de Houston
- Université d'Oklahoma City

## Directeurs de l'école
- 1992-2002 : Abdelfdil Bennani
- 2002-2003 : Radouane Mrabet (Directeur par Intérim)
- 2003-2007 : Abdelhak Mouradi
- 2007-2010 : Radouane Mrabet
- 2010-2011 : Ilham Berrada (Directrice par Intérim)
- 2011-2019 : Mohamed Essaaidi
- 2020-2020 : Mohammed Halim (Directeur par Intérim)
- 2020- 2024: Ilham Berrada
- 2025-     : Bouchaib Bounabat (Directeur par Intérim)

## Association des ingénieurs de l'ENSIAS

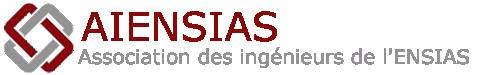
Logo de l'AIENSIAS

L'association compte presque 1600 lauréats dont certains fraichement sortis de l'école, les autres sont dans des postes stratégiques ou chefs de leur propre entreprise. L'AIENSIAS est géré par un bureau élu pour un mandat de deux ans. Le président pour le mandat 2010-2012 est M. Mouhsine LAKHDISSI. Le site web de l'association est http://www.aiensias.net

## Lauréats célèbres
- Larbi El Hilali, auteur de l'ancien site larbi.org[6], pionnier du blogging politique au Maroc, membre du mouvement du 20 février 2011[7] et actuel directeur de l'école d'informatique 1337[6].
- Salma Bennani, épouse du roi Mohammed VI et mère du prince héritier Moulay Hassan[8].

## Clubs
Les élèves de l'ENSIAS ont la possibilité de participer à diverses activités à travers des associations et clubs.
Association des élèves ingénieurs de l'ENSIAS :
L’Association des élèves ingénieurs – ENSIAS représente les étudiants de l’ENSIAS. Elle a été créée après le BDE, qui appartenait entièrement à l’administration. Elle est aujourd’hui indépendante de cette dernière. L’Association joue le rôle d’une interface entre les étudiants et l’administration pour défendre les droits des ENSIAStes au sein de l’école. L’ADEI régie aussi les activités des clubs.
Club Forum GENI Entreprises :
Le club Forum GENI Entreprises est l’un des clubs les plus attractifs de l’ENSIAS puisqu'il s’agit d’une plateforme de communication entre les élèves ingénieurs et les entreprises en quête de bons profils.
il contient 6 cellules : 
- cellule prospection et sponsoring
- cellule revue
- cellule conférence
- cellule média
- cellule technique
- cellule gala et logistique

le club organise chaque année, depuis 1998, un forum de recrutement de grande envergure où participent chaque année plus de 60 entreprises et plus de 9000 participants.  L'évènement dure deux jours et organise notamment des conférences et des sessions de recrutement pour les élèves ingénieurs et jeunes lauréats. Il travaille en partenariat avec les grandes écoles d'ingénieurs de Madinat Al Irfane : l'ESI, l'INPT et l'lNSEA.
Le Forum GENI ENTREPRISES dans sa 18ème édition est présidé par M. AIT LHAJ Walid.
Club Vintage :
Le Club Vintage est le fruit d’une fusion entre plusieurs idées de projets inspirées des années 60, 70 et 80, les trois décennies qui ont connu l'essor de l'informatique. Le Club Vintage est un club Select dont l'argument est la vénération de l’inventivité, de l’intellect et de l’imagination.
AJD Junior Entreprises :
L'Association des jeunes Développeurs est la Junior-entreprise de l'ENSIAS, l'école Leader de l'informatique et d'analyse des systèmes au Maroc. Fondée en 2015, la Junior-entreprise de l'ENSIAS répond aux besoins des professionnels en mettant à leur disposition les étudiants de l’école. Fortement soutenus par l’administration et le corps enseignant, l’AJD est engagée à créer des passerelles entre le monde de l'entreprise et les étudiants afin de leur offrir le maximum d'opportunité.
Club ENSIAS Bridge :
Le club a été créé en 2010, à travers une collaboration de certains lauréats et étudiants de l'ENSIAS, à but de réaliser des briefings autour de certains sujets intéressants. Ceci a eu un grand succès l'année précédente. Comme son nom l'indique, l'objectif principal du club est de lier les élèves ingénieurs avec le monde extérieur. Ce club travaille en collaboration avec l’AIENSIAS (c'est-à-dire ?).
Club Culture et Technologie : ENSIAS IT
Il a pour projet la création d'un musée informatique et d'une vidéothèque et organise des activités artistiques.
Club japonais ENSIAS :
Il organise des cours de langue japonaise à l'ENSIAS, ainsi que plusieurs autres activités et ateliers en relation avec la culture nippone.

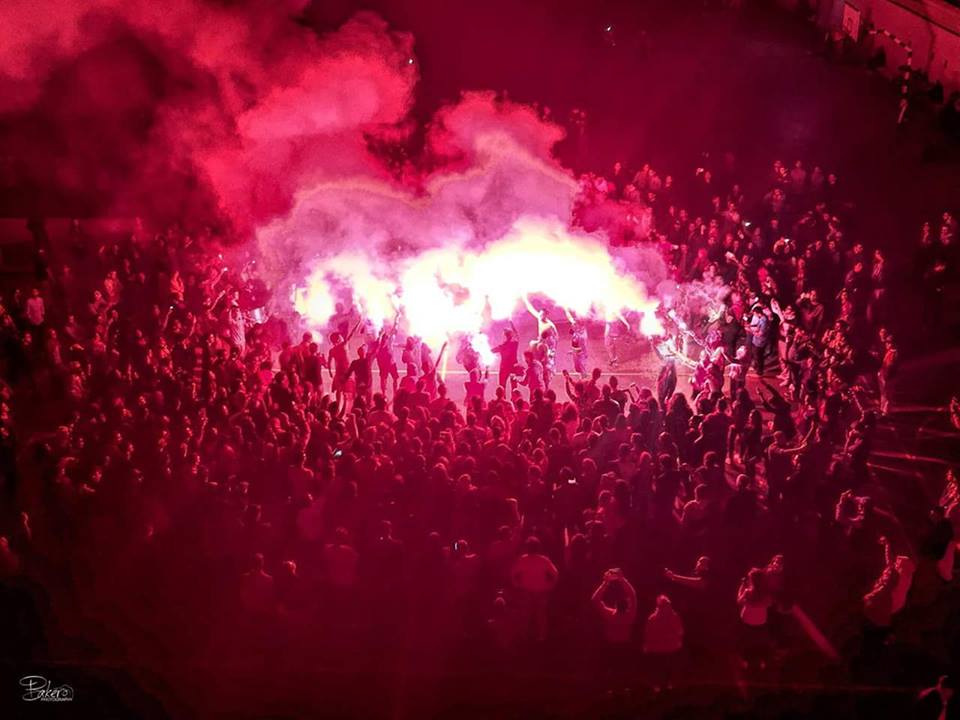
Journée des Olympiades à l'ENSIAS (2017).

Club Conférences et Débats : ENSIAS Debate Club
Il organise des manifestations permettant aux élèves ingénieurs de l'ENSIAS et des autres écoles, entreprises, enseignants et chercheurs de débattre de différents thèmes.
ENSIAS Red Hackers Club :
Son rôle principal est la bonne gestion des olympiades ENSIAS (journée) et les déplacements aux autres journées.
Clubs de sport : Comité sportive
Différents clubs de sports existent au sein de l'ENSIAS, et participent à plusieurs tournois inter-universitaires.
Club d'initiative nationale pour le développement humain : CINDH
Créé en 2007, CINDH est un club social à but non lucratif, constitué des élèves-ingénieurs et lauréats de l'ENSIAS. Orienté vers l'action sociale, il possède quatre comités :
- Orphelinats
- Maisons de retraite
- Hôpitaux
- Caravane socio-médical

Le club est présidé actuellement par M.Aymane Jarah.
Club ENSIAS AI :
Fondé en 2018, le club ENSIAS AI est spécialisé dans l'étude de l'Intelligence Artificielle et réunit des étudiants ayant un intérêt particulier pour l'intelligence artificielle, en vue d'améliorer leurs compétences et de les amener à concrétiser des projets dans ce domaine.

Club ENSIAS ROBOTICS :
Photographies

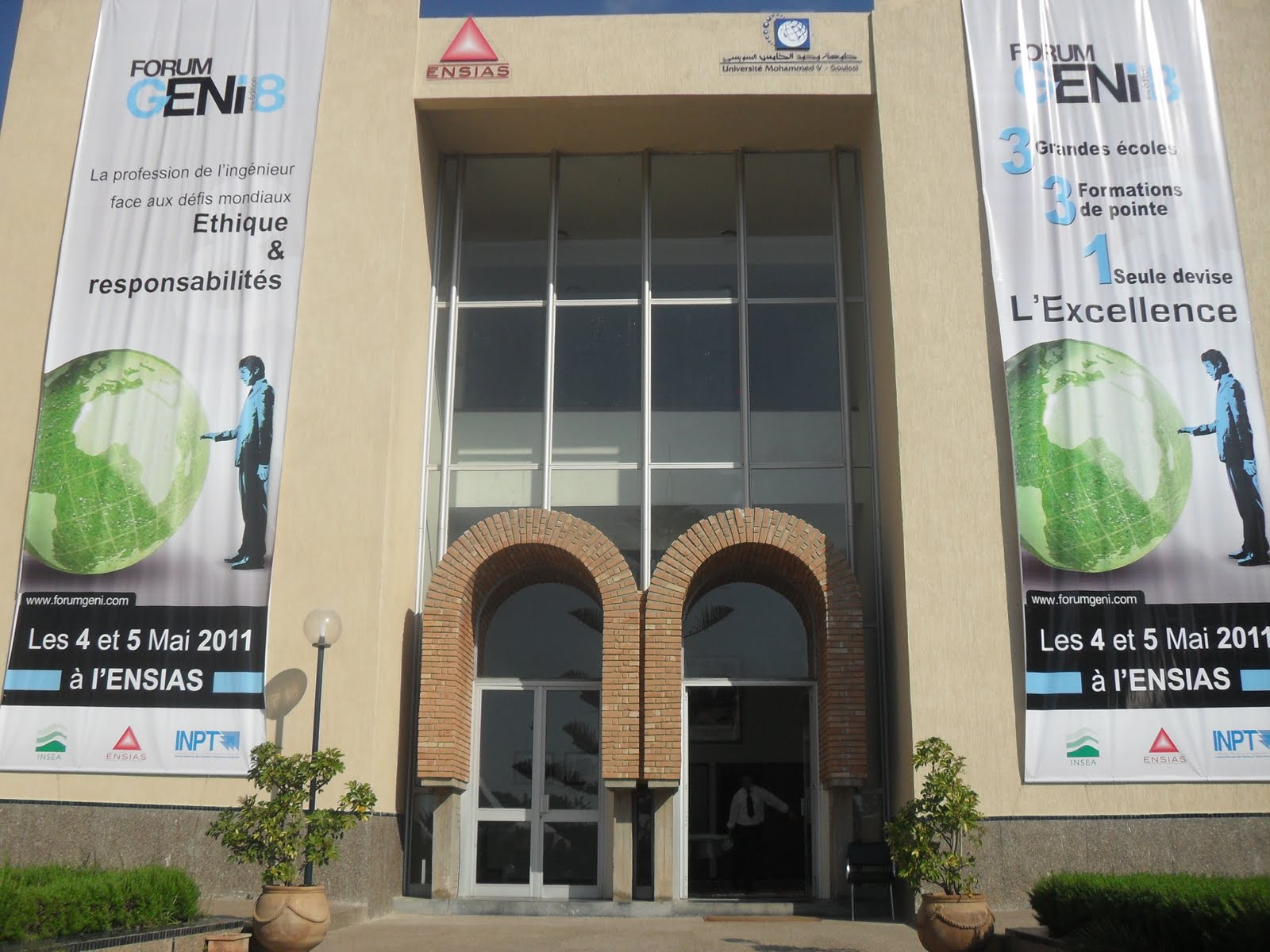
L'entrée du grand amphi lors du forum GENI.
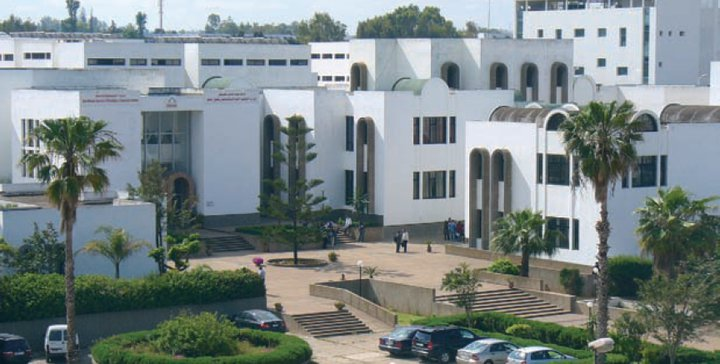
L'Ensias vue du ciel.
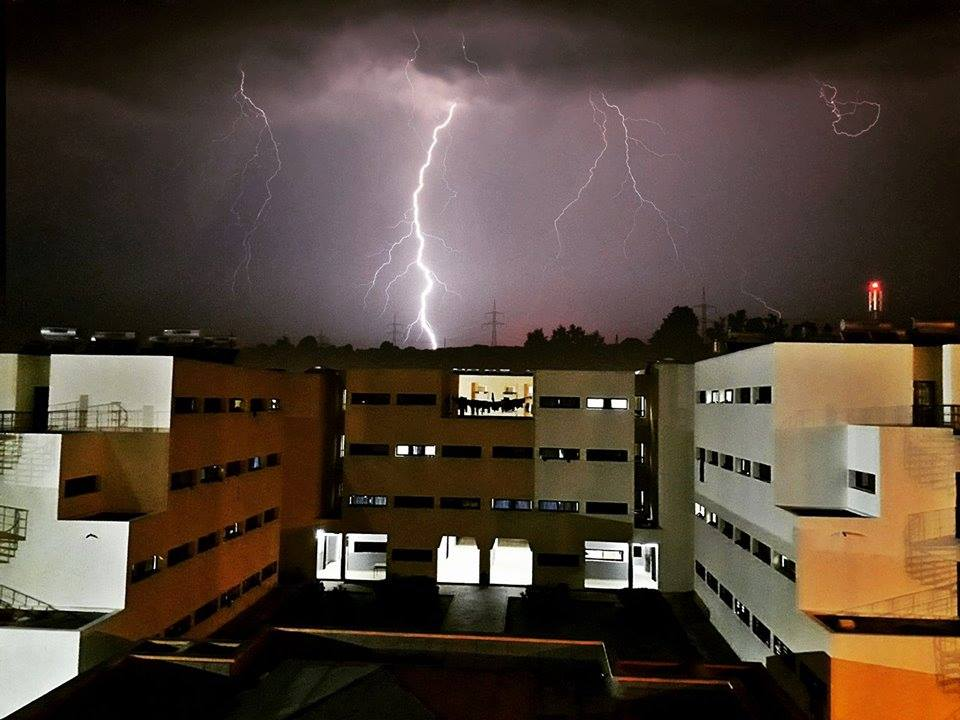
Vue panoramique de l'internat de l'école durant une nuit
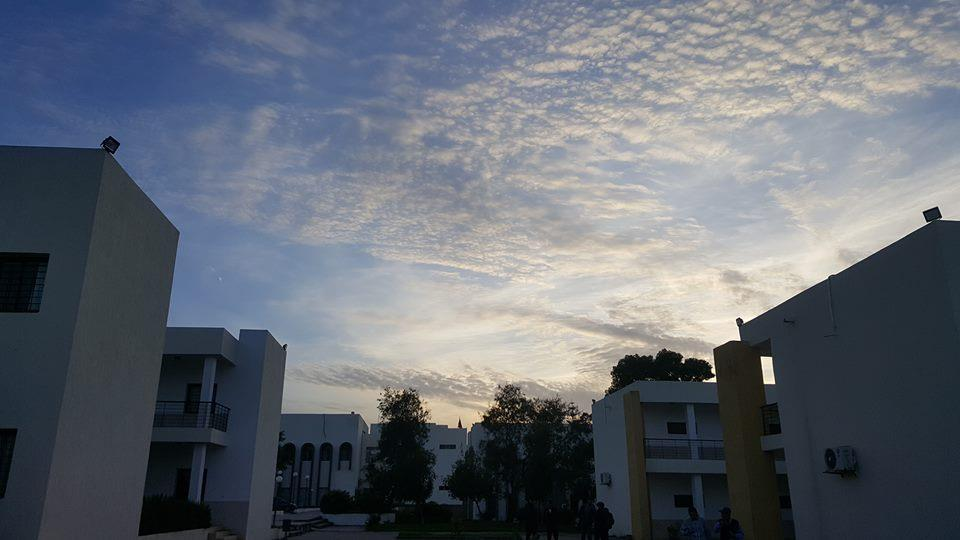
Photo de la partie scolarité de l'école
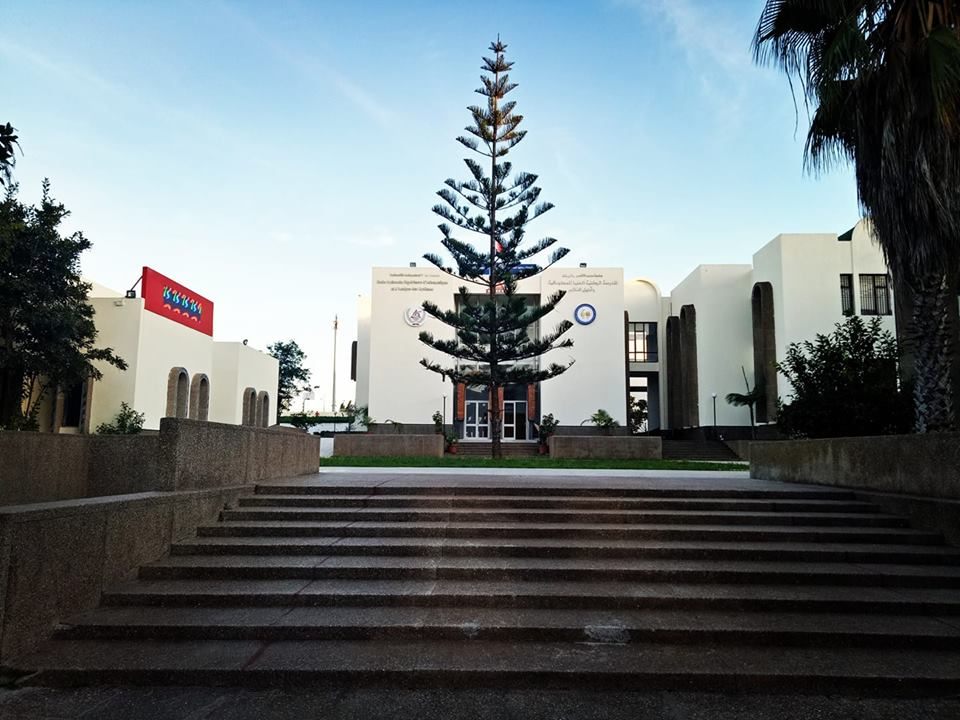
L'entrée principale de l'école
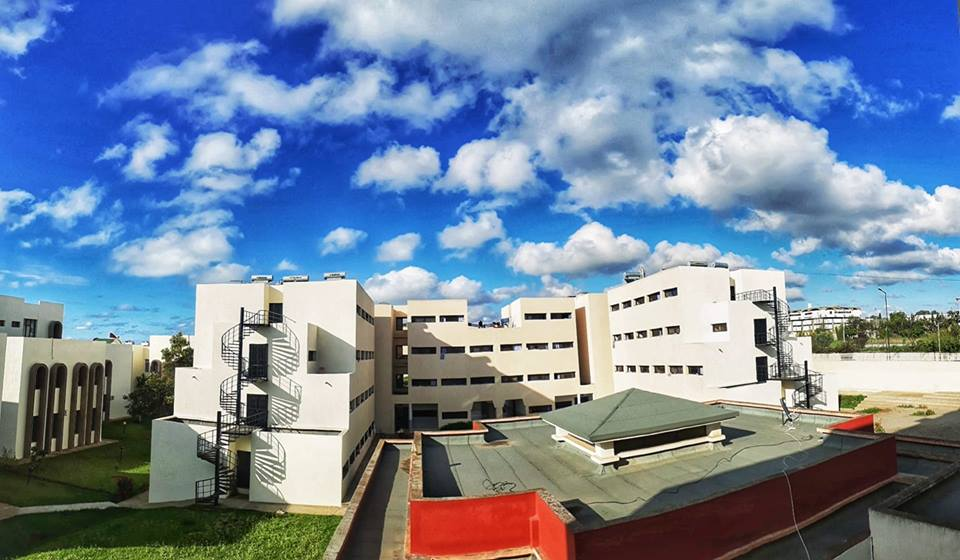
Vue panoramique de l'école
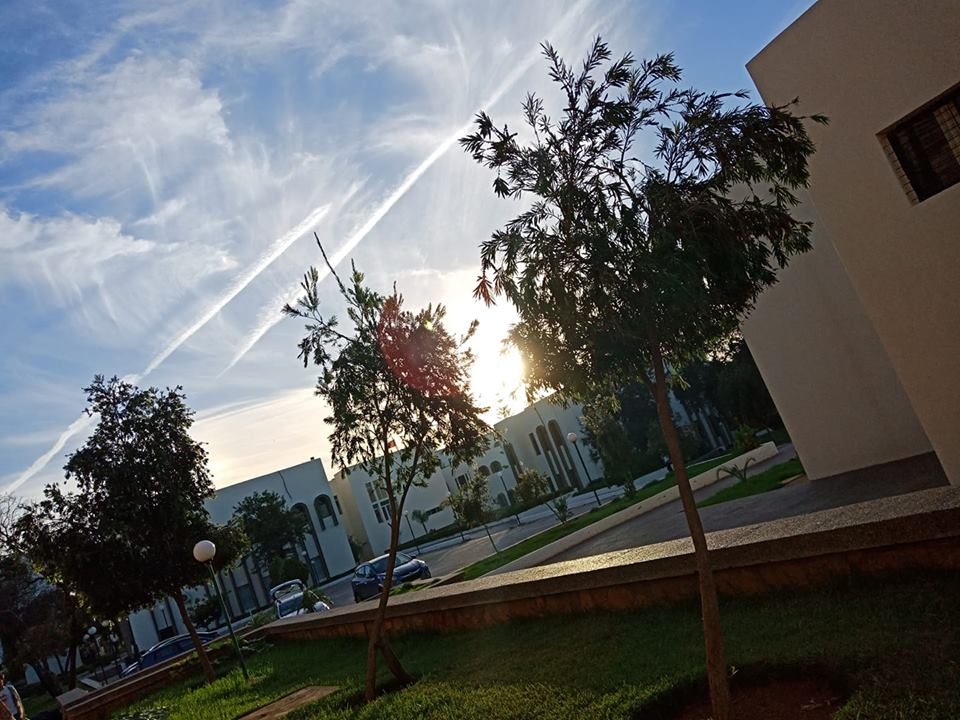
Photo de l'école
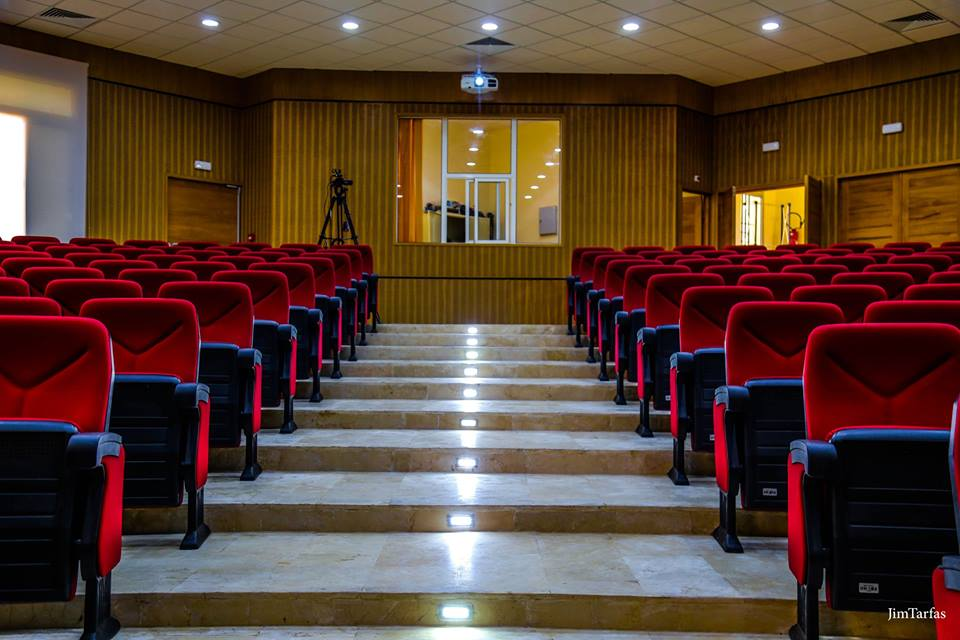
Amphitheatre de l'école
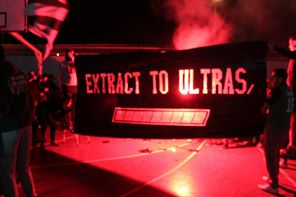
Photo d'une activité d'ensias red hackers
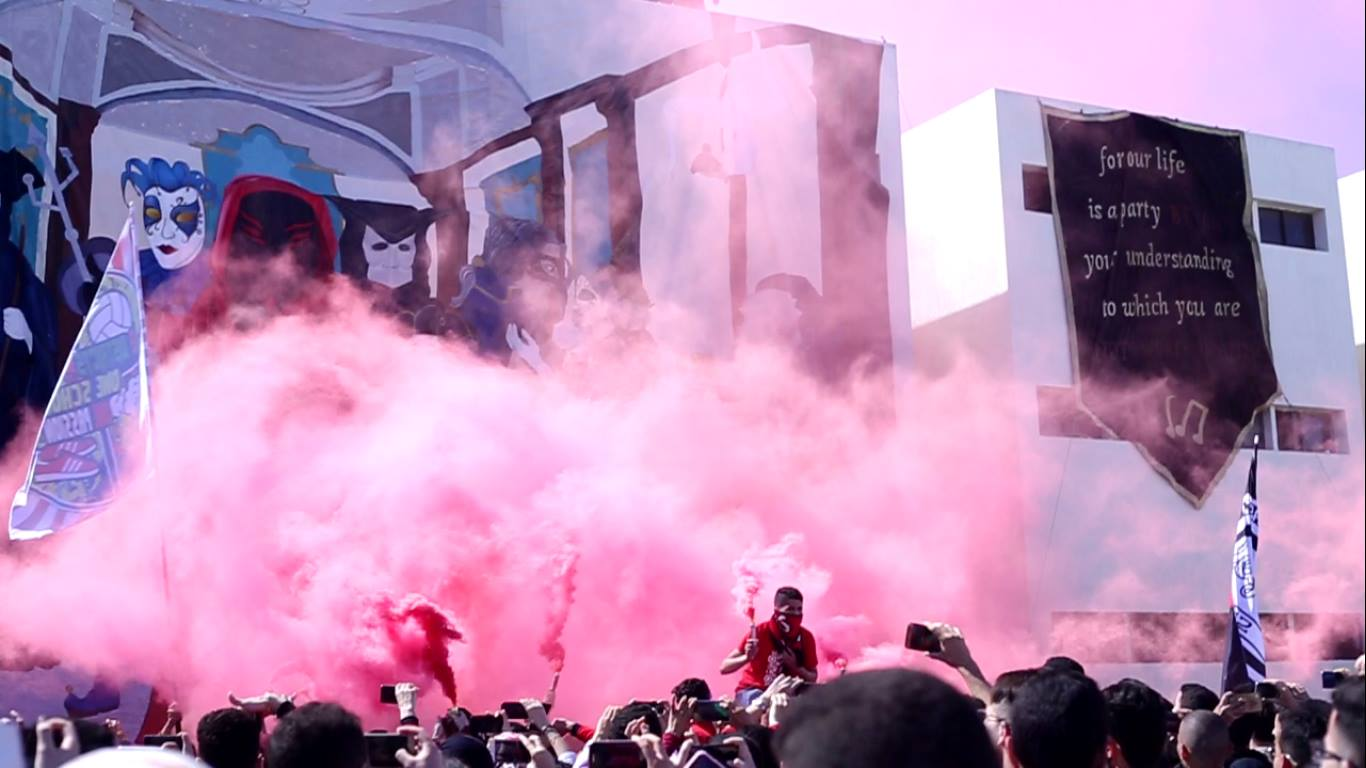
Photo d'une activité d'ensias red hackers
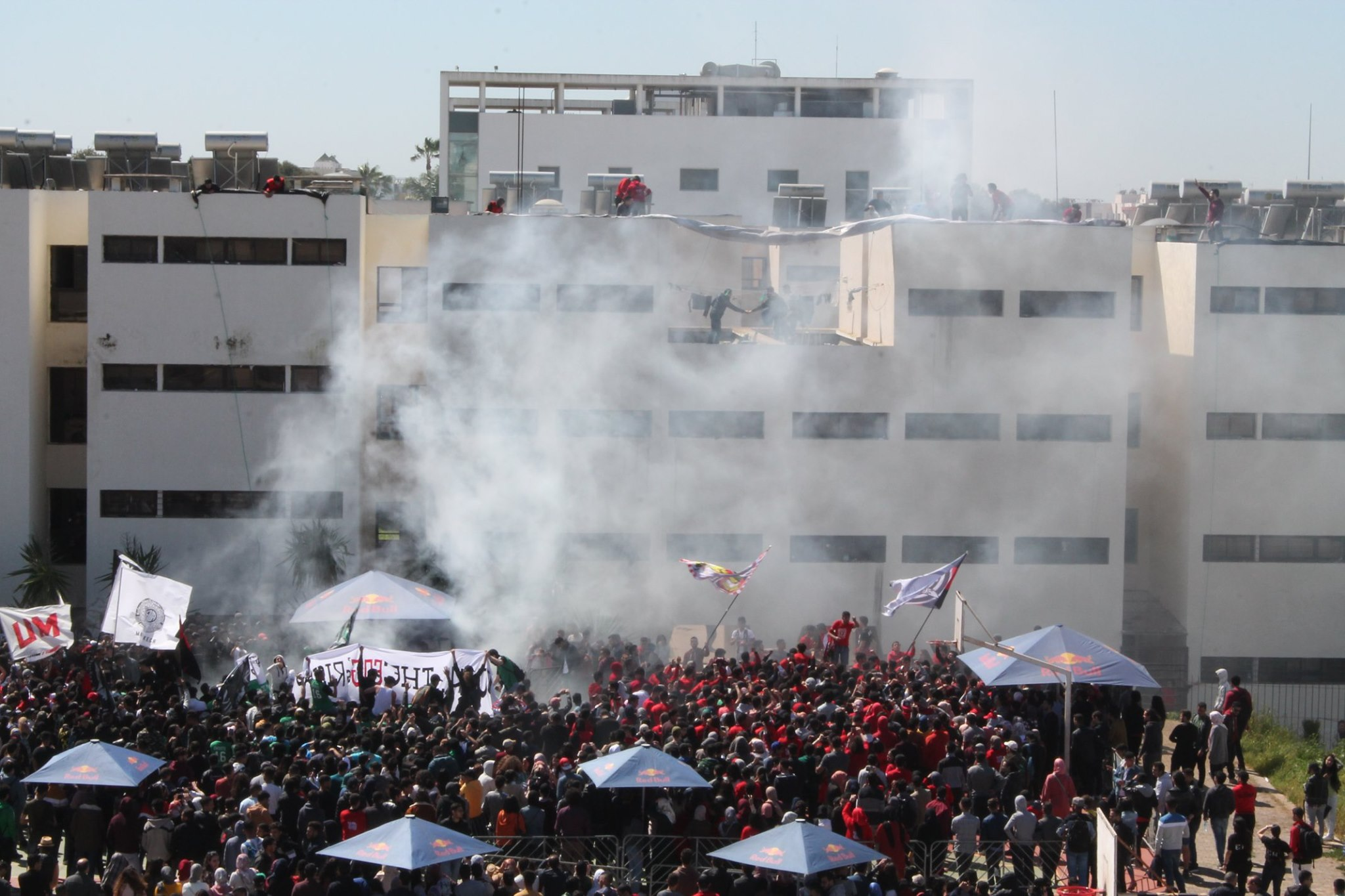
Olympiades ensias
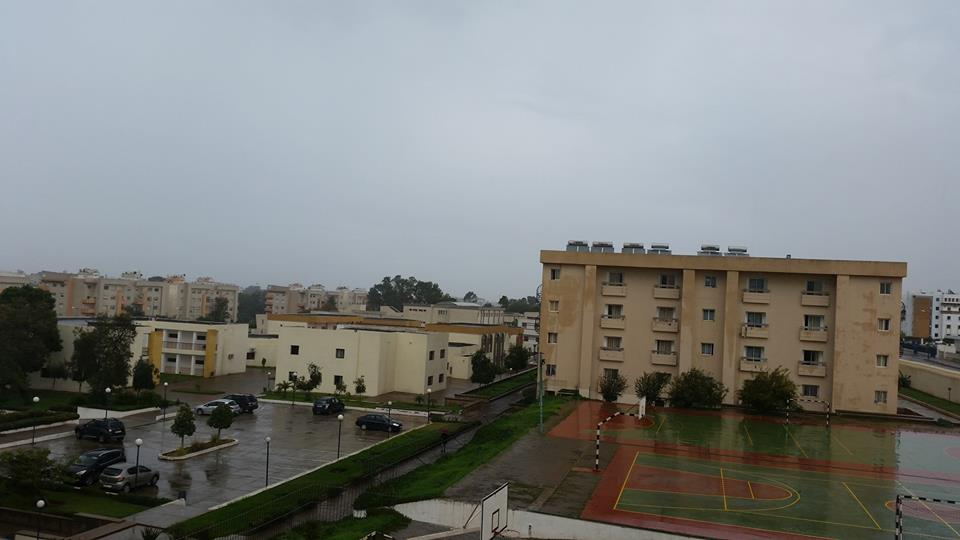
Ensias durant un jour pluvial